# روب هولس
روب هولس (بالإنجليزية: Rob Hulse)‏ (25 أكتوبر 1979 المملكة المتحدة - ) هو لاعب كرة قدم بريطاني، يلعب كمهاجم.

## وصلات خارجية
روب هولس على موقع قاعدة بيانات كرة القدم.إي يو (الإنجليزية)
- روب هولس على موقع Soccerbase.com (لاعب) (الإنجليزية)
- روب هولس على موقع عالم كرة القدم.نت (الإنجليزية)